# Дріада восьмипелюсткова
Дріа́да восьмипелюстко́ва, або дріяда гірська (Dryas octopetala) — вид рослин родини розових (Rosaceae). Аркто-альпійський реліктовий вид з диз'юнктивним ареалом, поширений у Північній Євразії та Північній Америці. Вид занесений до Червоної книги України. Формація дріади восьмипелюсткової занесена до Зеленої книги України. Декоративна, протиерозійна рослина.

## Етимологія
Назва роду походить з грецької міфології. Дріадами називали німф, які піклувались про дерева і кущі.

## Опис

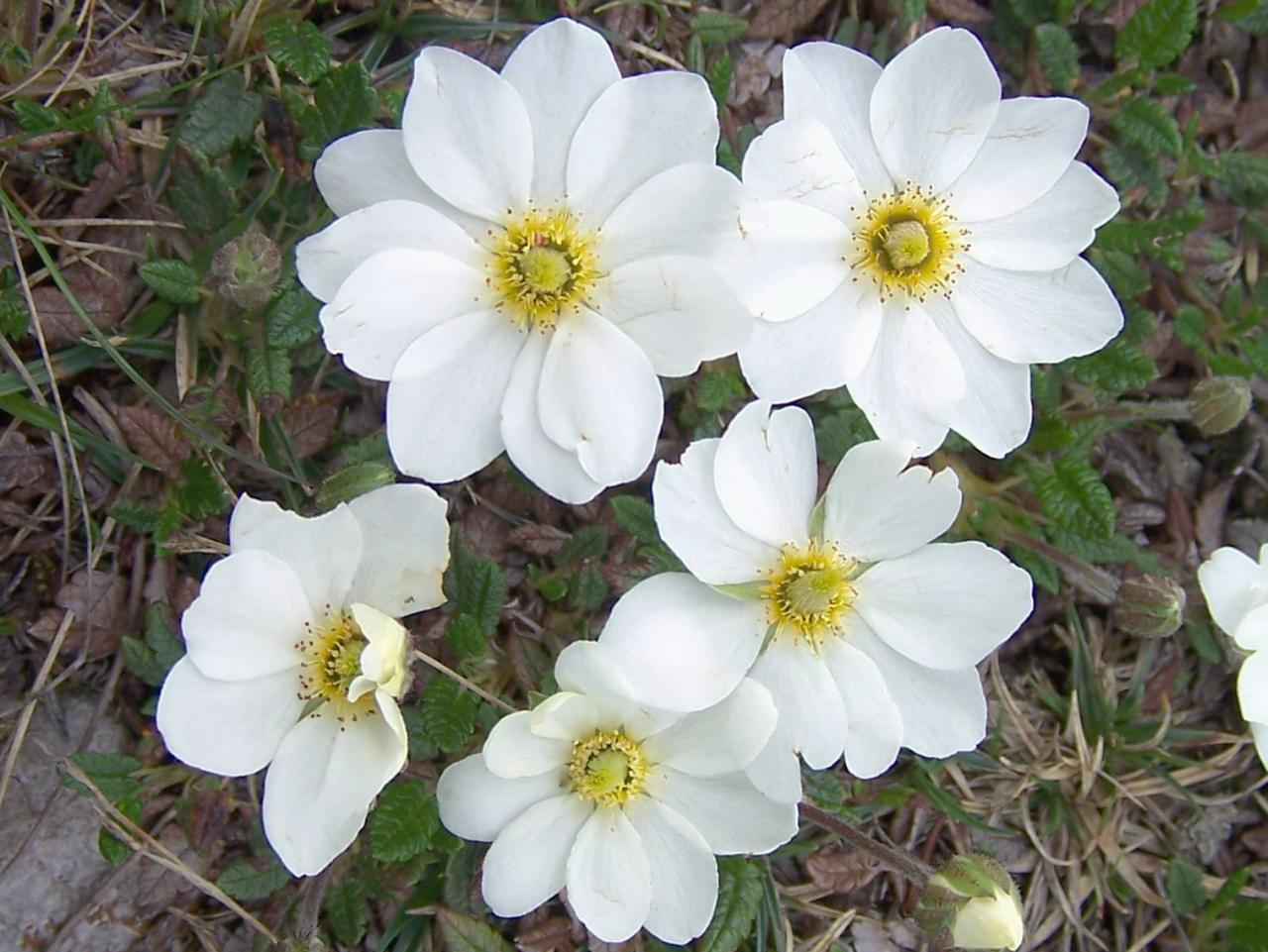

Вічнозелений кореневищний напівкущик, 2—10 см заввишки, із сланким розгалуженим стеблом (хамефіт). Листки шкірясті, зверху блискучі, зісподу густо волохато-опушені, цельні, яйцеподібно-еліптичні, по краях великозарубчасті, 2—5 см завдовжки. Квітки поодинокі, діаметром до 3,5 см, з 8 білими пелюстками, 0,8—1,5 см завдовжки, на довгих квітконіжках. Зовнішня чашечка відсутня. Приквітки волохато-опушені, з домішкою чорнувато-червоних залозок. Тичинки і маточки у великій кількості. Маточки розташовані на опуклому квітколожі. Плодики горішкоподібні сім'янки, 2,5—4 мм завдовжки, на верхівці переходять у видовжений (до 15—20 мм) пірчасто-волосистий залишок стовпчика маточки.

## Поширення
Циркумполярний вид. Ареал охоплює арктичну та субарктичну частини Західної Євразії, гори Західної, Центральної та Південної Європи (ексклави на рівнині): Піренеї, Альпи, Апенніни, Балкани, Карпати. У Північній Америці та Східній Азії цей видовий комплекс представлений окремими видами та підвидами.
В Україні зустрічається тільки в Карпатах на вершині гори Близниці хребтів Свидовець та  Чорногора (Закарпатська та Івано-Франківська області).

## Життєвий цикл
Цвіте в липні. Плодоносить у серпні. Розмножується вегетативно та насінням.

## Екологія

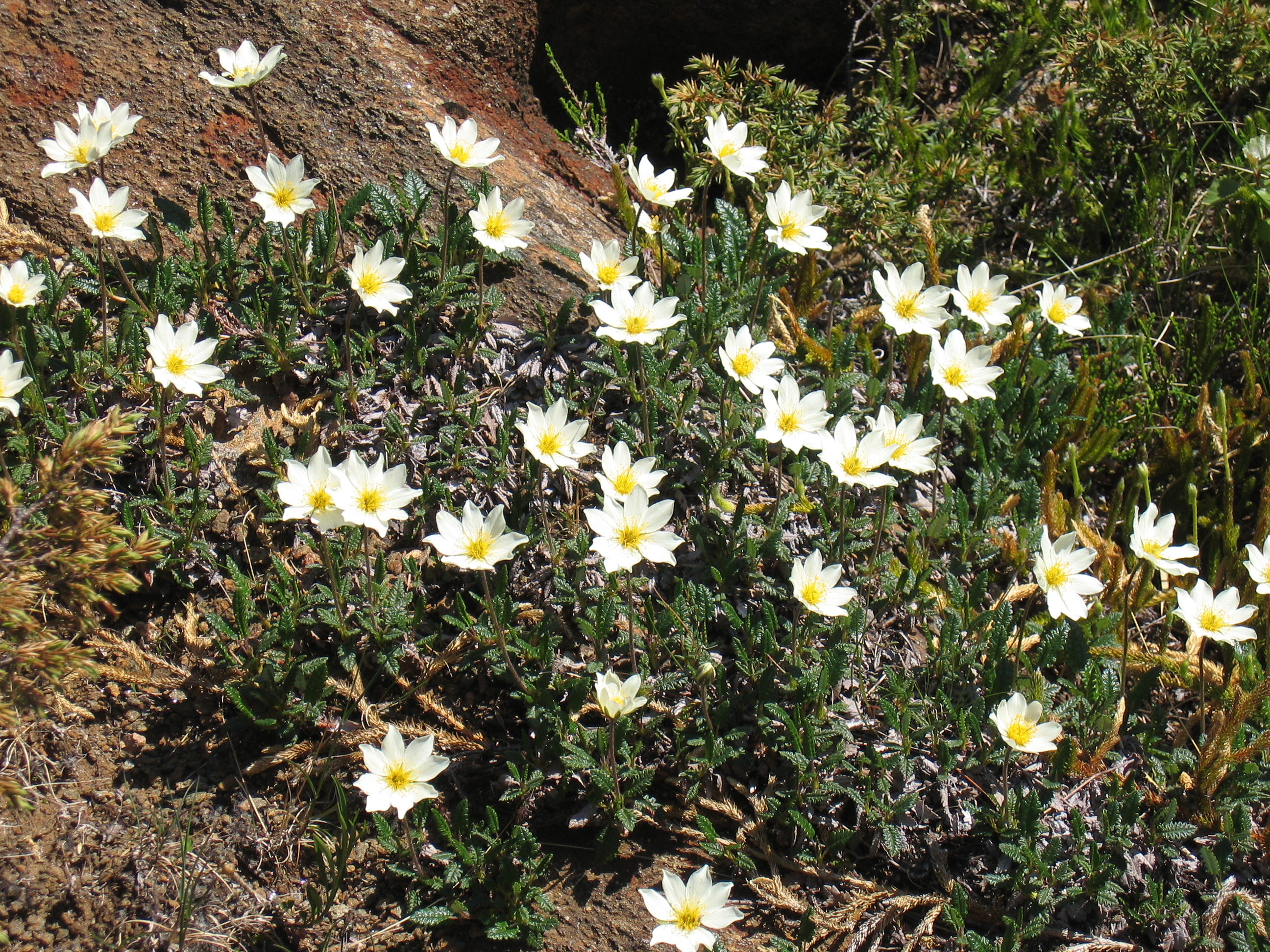
Формація дріади восьмипелюсткової

Психрофіт Мезофіт. Зростає на високогірних альпійських луках, кам'янистих схилах, вапнякових та пісковикових скелях у субальпійському та альпійському поясах гір (1750—2000 м н. р. м.). Віддає перевагу крутим (40—70°) північним кам'янистим схилам, скельним уступам і карнизам із слаборозвинутими торф'яними помірно-кислими і помірно-вологими ґрунтами на вапнякових та вапняково-силікатних породах. Зростає також на галечниках.
Популяції нечисельні, невеликі за розміром, поодинокі, але завдяки сланкому стеблу мають велику щільність. До природних причин низької чисельності популяції слід віднести диз'юнктивність ареалу виду та умови його зростання (високогір'я).
При сприятливих умовах здатна утворювати чисті та мішані рослинні асоціації зі своїм домінуванням, які відносять до формації дріади восьмипелюсткової (Dryadeta octopetalae): восьмипелюстководріадова чиста; баумгартеновероніково-восьмипелюстководріадова; мохово-восьмипелюстководріадова.
Трав'яно-чагарничковий ярус мішаних асоціацій невисокий (10—15 см), флористично багатий та густий (80—100 %). Його формує дріада восьмипелюсткова (60—90 %) за участю костриць карпатської та лежачої, дзвоників альпійських, осоки вічнозеленої, чорниці, лохини, брусниці, сеслерії голубуватої, вероніки Баумґартена. У складі угруповань зростає низка рідкісних альпійських видів з високим ступенем трапляння, зокрема астрагал Крайни, анемона нарцизоцвіта, бартсія альпійська, ломикамінь волотистий. Мохово-лишайниковий ярус добре виражений, його формують дикран мітлоподібний, плевроцій Шребера, гілокомій блискучий, тортела скручена, ритидіадельф трикутний, цетрарія ісландська та ін..

## Охорона
Вид занесений до Червоної книги України (охоронна категорія: зникаючий). Формація дріади восьмипелюсткової (Dryadeta octopetalae) занесена до Зеленої книги України. Категорія охорони 2 (угруповання з рідкісним типом асоційованості домінуючих видів, в яких домінант є диз'юнктивноареальним реліктом, занесеним до Червоної книги України). Статус охорони: рідкісні угруповання (характеризуються низьким ступенем трапляння і займають незначні площі).
Для збереження природних популяцій виду необхідно заборонити порушення умов їх місцезростання, випасання там худоби та збір рослин.
В Україні рослина охороняється в Карпатському біосферному заповіднику та в Карпатському національному природному парку.

## Значення
Дріада восьмипелюсткова представляє наукове значення як аркто-альпійський гляціальний реліктовий вид з диз'юнктивним ареалом. Крім того, вона може слугувати біоіндикатором змін природного середовища, а її пилок — палеоботанічним індикатором кліматичних змін у плейстоцені — ранньому голоцені.
Рослина має естетичну цінність — є окрасою високогір'я Українських Карпат. На гірських схилах виконує протиерозійну функцію. Завдяки своїй декоративності широко використовується в садівництві для вирощування на альпійських гірках.